# Никола Крсмановић
Никола Крсмановић (Тузла, 1813. —  Београд, 5. фебруар 1906) био је српски трговац и задужбинар.

## Почетак трговања
Никола је у браку са Јелисаветом Хаџи-Мијатовић имао четири сина и четири кћери.
1837. године, док је због трговачких веза боравио у Дубровнику, упознао је у Ристу Параноса и позвао га у Брчко код себе у службу. Након удаје Николине ћерке Василије за Ристу Параноса, заједно са Николиним сином Димитријем, браћом Ристом и Јованом, развили су трговачко-извозничку радњу "Браћа Крсмановић и Паранос".

## Каријера
Фирма "Браћа Крсмановић и Паранос" је 1858. из Тузле пресељена у Београд. Никола Крсмановић имао је 1862. године две парцеле на београдској Малој пијаци. Обе се тада помињу у попису објеката на вакуфским имањима. Једна од њих била је на парцели од „13 фати“ и „4 стопе“, а друга на плацу од „4 фата“ и „3 стопе“.
Када је узнапредовала пољопривредна производња у Србији, Крсмановићи су почели да откупљују и извозе пшеницу, шљиве и кожу. Били су први у Србији који су извозили пшеницу Савом, преко Сиска. Никола се противио улагању страног капитала у српску привреду. Тек по оснивању Београдског кредитног завода, са чисто српским оснивачким улогом, постао је велики акционар. Био је члан Главног одбора Српског друштва Црвеног крста од оснивања. Био је члан Управног одбора Народне банке Србије од 1894. као и члан Управног одбора хуманитарног друштва "Краљ Дечански" за глувонему децу.